# Watsonia dubia
Watsonia dubia är en irisväxtart som beskrevs av Christian Friedrich Frederik Ecklon och Friedrich Wilhelm Klatt. Watsonia dubia ingår i släktet Watsonia och familjen irisväxter. Inga underarter finns listade i Catalogue of Life.